# Golobinjek pri Planini
Golobinjek pri Planini je naselje u slovenskoj Općini Šentjuru. Golobinjek pri Planini se nalazi u pokrajini Štajerskoj i statističkoj regiji Savinjskoj. 

## Stanovništvo
Prema popisu stanovništva iz 2002. godine naselje je imalo 59 stanovnika.